# Charles Cullen
Charles Edmund Cullen (nascido em 22 de fevereiro de 1960), conhecido como Anjo da Morte, é um ex-enfermeiro e assassino em série, sendo o mais prolífico/mortal da história de Nova Jersey, suspeito de ser um dos maiores da história dos Estados Unidos. Confessando às autoridades que assassinou cerca de 40 pacientes durante sua carreira de 16 anos na Enfermagem, com a motivação de evitar o sofrimento maior dos pacientes, mas em entrevistas subsequentes com a polícia, psiquiatras e com os jornalistas Charles e Steve Kroft Graeber ficou claro que tinha matado muitos mais, mesmo que não conseguisse se lembrar especificamente dos nome, embora muitas vezes lembrasse dos detalhes dos crimes e características das vítimas. Especialistas estimam que Cullen, possa ser responsável por mais de 300 mortes nas décadas de 1980 e 1990, o que faria dele o assassino em série mais prolífico na história norte-americana.

## Biografia
Cullen nasceu em West Orange (New Jersey), sendo o caçula de oito filhos. Seu pai, um motorista de ônibus, tinha 58 anos de idade na época do seu nascimento e morreu quando Cullen tinha sete meses de idade. 
Cullen descreveu sua infância como infeliz. Inicialmente tentou suicídio aos 9 anos por envenenamento com produtos químicos que ingeriu em uma loja. A primeira de muitas tentativas ao longo de sua vida. Mais tarde, trabalhando como enfermeiro, Cullen afirmou ter fantasiado roubar drogas do hospital onde trabalhava e usá-las para acabar com sua vida.
Em 6 de dezembro de 1977, a mãe de Cullen morreu em um acidente de automóvel em um carro que sua irmã estava dirigindo. Em abril de 1978, devastado com esta perda, Cullen abandonou a escola e se alistou no Marinha, onde foi designado para o serviço em um submarino, servindo a bordo do sub USS Woodrow Wilson. 
Cullen chegou ao posto de suboficial de terceira classe, como parte da equipe que operou o navio mísseis Poseidon. Neste ponto, Cullen começou a mostrar sinais de  instabilidade mental, tendo sido transferido para o navio de abastecimento USS Canopus. Cullen tentou acabar com sua vida mais sete vezes ao longo dos anos seguintes, mas recebeu alta médica da Marinha em 30 de março de 1984.
Naquele mesmo mês, Cullen se matriculou na escola Mountainside Hospital School of Nursing em Montclair, New Jersey, onde era o único estudante do sexo masculino. Onde foi mais tarde eleito presidente da turma de Enfermagem. Ele se formou em 1987 e começou a trabalhar na unidade de St. Barnabas Medical Center em Livingston, Nova Jersey.

## Os crimes
Fez sua primeira vítima quando trabalhava no hospital St. Barnabas Medical Center, em 11 de junho de 1988 administrando uma overdose letal de medicação intravenosa no juiz John W. Yengo, internado por reação fotoalérgica a um medicamento para melhorar a circulação sanguínea. Cullen admitiu ter matado vários outros pacientes neste local, incluindo um paciente de AIDS que faleceu após receber uma dose excessiva de insulina. Cullen deixou o St. Barnabas em janeiro de 1992, quando autoridades do hospital começaram a investigar quem havia contaminado bolsas de soro. Uma investigação interna determinou que Cullen era provavelmente responsável por este ato, resultando em dezenas de mortes de pacientes no hospital.
Um mês após deixar o St. Barnabas Medical Center, Cullen conseguiu um emprego no Warren Hospital em Phillipsburg (New Jersey), onde assassinou três idosas nesse hospital com overdoses da digoxina, um medicamento para o coração. Sua última vítima relatou que um "enfermeiro sorrateiro" tinha injetado a droga enquanto ela dormia, mas seus familiares e os profissionais de saúde do hospital consideraram seus comentários infundados. 
No ano seguinte, Cullen se mudou para Phillipsburg, na sequência de um divórcio litigioso de sua esposa, dividindo a custódia das filhas. Posteriormente afirmou que queria deixar a Enfermagem em 1993, mas os pagamentos de pensão às crianças, ordenado pelo tribunal, obrigou-o a continuar a trabalhar.
Em março de 1993, Cullen invadiu a casa de uma colega de trabalho, enquanto ela e seu filho dormiam, mas deixou o local sem acordá-los. Cullen, em seguida, começou a perseguir a mulher que registrou um boletim de ocorrência na polícia. Posteriormente, declarou-se culpado de invasão, recebendo a pena de liberdade condicional de um ano. Dias depois, Cullen tentou suicídio novamente, permanecendo dois meses fora do trabalho devido depressão, que tratou em duas instituições psiquiátricas. Depois tentou suicídio outras duas vezes no final de 1993, altura em que deixou seu emprego no Warren Hospital .
Cullen começou um período de três anos na unidade de terapia intensiva de pacientes em tratamento cardíaco no Hunterdon Medical Center de Flemington. Alegou posteriormente que não atacou ninguém durante os dois primeiros anos, mas os registros hospitalares já tinham sido destruídos em 2003, quando ele foi preso. Ele admitiu, no entanto, ter assassinado cinco pacientes entre janeiro e setembro de 1996, novamente aplicando uma overdose de digoxina. Cullen, em seguida, encontrou trabalho no Morristown Memorial Hospital, em Morristown (New Jersey), mas logo foi demitido por mau desempenho. 
Ele ficou desempregado por seis meses no final de 1997 e parou de fazer o pagamento da pensão e mais uma vez procurou tratamento para depressão na sala de emergência do Hospital Warren. Ele foi internado em uma clínica psiquiátrica, mas saiu pouco tempo depois.
Em fevereiro de 1998, Cullen foi contratado pela Liberty Nursing e Rehabilitation Center, em Allentown, Pensilvânia, onde foi colocado em uma ala de pacientes dependentes de respiradores. Neste centro, Cullen foi acusado de drogar pacientes e acabou por ser demitido após ser visto entrando no quarto de um paciente com seringas na mão. O paciente acabou com um braço quebrado, mas aparentemente não recebeu as injeções. Cullen causou a morte de um paciente no Liberty, óbito que foi atribuído a outra enfermeira.  
Depois de deixar o Liberty Center, foi contratado pelo Hospital Easton, em Easton (Pennsylvania), onde trabalhou de novembro de 1998 a março de 1999, assassinando um  paciente com digoxina em 30 de dezembro de 1998. Um exame de sangue do legista mostrou quantidades letais de digoxina no sangue da vítima, mas um inquérito interno do hospital foi inconclusivo, não aapontando definitivamente Cullen como o responsável. 
Depois trabalhou no Somerset Medical Center em Somerville, onde em 13 meses matou 13 pessoas, usando os mesmos medicamentos (digoxina e insulina), de onde foi demitido após investigações serem iniciadas. Quando a enfermeira Amy Loughren, ex-colega de Cullen, o convenceu a confessar os crimes.

### Motivação
Cullen afirmou que administrou overdoses em pacientes a fim de poupá-los de ser "codificados" - entrar em parada cardíaca ou respiratória e serem listados como "código azul" - para que os pacientes não sofressem mais ou tivessem o tratamento prolongado. No entanto, muitas das vítimas não eram terminais e poderiam receber alta do hospital à época de suas mortes. De acordo com NY Mag em 2013: "Quando sua vida se tornava estressante, matar era sua saída".

## Prisão, julgamento e pena
Cullen foi preso em 12 de dezembro de 2003 no Somerset Medical Center, em Somerville, Nova Jérsey, onde trabalhava na UTI.
Ele foi condenado em março de 2006 a 11 penas de prisão perpétua, se livrando da pena de morte por colaborar com a polícia, e cumpre pena na Prisão Estadual de Nova Jersey em Trenton.

## Impacto legal
Especialistas Encontre fontes: ABW  •  CAPES  •  Google (notícias • livros • acadêmico) afirmaram que a razão de Cullen ter sido capaz de se mover de local para local sem ser detectado foi devido à falta de requisitos para detectar comportamentos suspeitos por profissionais da área da saúde e proteção legal inadequada para os empregadores.
Muitos estados não dão aos investigadores a autoridade legal para descobrir onde um trabalhador anteriormente tinha sido contratado. Os empregadores temiam investigar os incidentes ou dar uma referência de emprego ruim por medo de que tais ações poderiam desencadear uma ação judicial. De acordo com detetives e Cullen, vários hospitais suspeitavam que ele estava prejudicando ou matando os pacientes, mas não conseguiram tomar ações legais apropriadas. Um número de hospitais tinha trabalhadores individuais em contato com hospitais próximos em segredo, para alertá-los de que não deveria contratar Cullen.
Alertados pelo caso Cullen, Pennsylvania, New Jersey, e outros 35 estados adotaram novas leis que incentivam os empregadores a dar avaliações honestas do desempenho de trabalho dos trabalhadores. Muitas das leis, aprovadas em 2004 e 2005, reforçaram os requisitos de divulgação para as instalações de cuidados de saúde.

## Atualizações
- Em 2005 Cullen tentou doar um rim ao irmão de uma ex-namorada, mas teve o pedido negado posteriormente por um juiz por seu comportamento no tribunal e por temor da opinião pública e reação dos familiares das vítimas; [1]
- Em 2013 ele foi o primeiro assassino em série a ser entrevistado nos 45 anos de história da revista CBS News; [3]
- Sua história fez o jornalista Charles Graeber escrever o livro The Good Nurse: A True Story of Medicine, Madness and Murder [3]
- Em 2022, o livro The Good Nurse: A True Story of Medicine, Madness and Murder virou um filme na Netflix (em inglês The Good Nurse; em português O Enfermeiro da Noite), com Eddie Redmayne atuando como Cullen e Jessica Chastain no papel da enfermeira Amy Loughren.[6][4]